# شقا (مشهد)
شقا روستایی در دهستان میان ولایت بخش مرکزی شهرستان مشهد استان خراسان رضوی ایران است. 
در این روستا آب از قنات است . و محصولات غلات دارد . راه ماشین رو نیز دارد . بر پایه سرشماری عمومی نفوس و مسکن در سال ۱۳۹۰ جمعیت این روستا کمتر از ۳ خانوار بوده‌است.